# Eucratopsis
Eucratopsis is een geslacht van kreeftachtigen uit de klasse van de Malacostraca (hogere kreeftachtigen).

## Soort
- Eucratopsis crassimanus (Dana, 1851)